# Josef Šulc
Josef Šulc (* 12. September 1907 in Staré Čivice, Königreich Böhmen; † 10. Juli 1977) war ein tschechoslowakischer Marathonläufer.
1931 wurde er Tschechoslowakischer Meister und 1932 Achter beim Košice-Marathon.
1933 stellte er als Zweiter bei der Österreichischen Meisterschaft mit 2:37:31 h seine persönliche Bestzeit auf und wurde Dritter in Košice. Im Jahr darauf siegte er nach einem neunten Platz bei den Leichtathletik-Europameisterschaften 1934 in Turin bei der Tschechoslowakischen Meisterschaft und in Košice.
1936 wurde er zum dritten Mal Tschechoslowakischer Meister und kam bei den Olympischen Spielen in Berlin auf den 38. Platz.
1941 und 1942 wurde er Tschechischer Meister.